# Guilandina bonduc
Guilandina bonduc е вид цъфтящо растение в триб Senna, Caesalpinieae, което има пантропическо разпространение.

## Описание
Това е лиана, която достига дължина от 6 м или повече и се катери над друга растителност. Стъблата са покрити с извити шипове. Семената са 2 см дълги, сиви на цвят и са достатъчно плаващи и издръжливи, за да бъдат разпръснати от океанските течения.

## Употреба
Специални израстъци по корените на растението съдържат симбиотични бактерии, които фиксират азота. Това се използва като хранително вещество от лозата и също така е от полза за други растения, растящи в непосредствена близост.
Това растение се използва в традиционната медицина. Семената имат тонизиращи и антипиретични свойства, а кората и листата се използват за понижаване на температурата. Масло, извлечено от семената, се използва в козметиката и за лечение на секрет от ухото.[поясни]

Местните в Тонга правят твърдите семена (talatala 'amoa) в леи (вид гирлянди) или си играят с тях като топчета; неговите шипове листа[ неясно? ] и стъбла се използват в капани за плодоядни прилепи.
- Листа
- Шушулки и семена